# 村山橋
村山橋（むらやまばし）は、長野県の長野市と須坂市との間の千曲川に架かる橋。長野電鉄長野線と国道406号で共用している鉄道道路併用橋である。鉄道としては、長野線の柳原駅と村山駅の間に位置する。

## 沿革
現在の村山橋は全長837.8 m、車道幅3.25 mの4車線、歩道幅3.5 mで両側歩道、鉄道幅4.8 mでロングレール、6径間下路ワーレントラス橋と5径間鋼連続箱桁橋の組み合わせとなっている。
2009年（平成21年）までは下流側（北側）に大正時代末期に建設された旧橋が架けられていて旧橋も鉄道道路併用橋だった。
もともとこの位置には、明治末期に舟橋（川に船を並べ、その上に板を渡した橋）が架けられていた。舟橋は事業として建設されたために有料で、しかも幅が約2.7 mしかなく揺れが激しいことから、危険なものであった。これが老朽化してきたため、永久橋として架け替える計画が出ていた。
一方この頃、長野市の東隣に位置する町村が長野市と合併する計画が進行しており、その中の1つである吉田町は、合併条件として長野と須坂を結ぶ鉄道を挙げた。これを長野市長が積極的に支持し、長野市が一部を出資する形で長野電気鉄道を設立することになった。長野電気鉄道は1923年（大正12年）に資本金200万円で設立されたが、千曲川を渡る橋の建設費はその半額の100万円にも上ると見積もられ、ネックとなっていた。そこで、村山橋の架け替え計画に合わせて鉄道道路併用橋とすることを出願した。1924年（大正13年）に5月に許可が出て、11月1日に着工された。
大正時代に建設された村山橋は、増田淳の設計で全長813.62 m、車道幅5.5 mの2車線、鉄道幅3.8 m、7連のトラス橋とコンクリート製桁橋11連、単純鋼板桁橋33連を組み合わせたものであり開通当時は日本一の長さであった。共用となっていたのはこのうちトラス橋部分で、桁橋の部分は鉄道と道路がそれぞれ独立した橋となっていた。ただし独立部分を含めて監督は長野県が担当した。トラスは川崎造船所兵庫工場製であった。総工費は109万円で、1926年（大正15年）4月30日に橋が完成した。建設費は、独立していた部分についてはそれぞれが負担し、共用していたトラス橋については、長野県が6割、長野電気鉄道が4割を負担した。
権堂と須坂を結ぶ鉄道は、この年の6月28日に開通した。その後長野電気鉄道は、屋代線（2012年（平成24年）4月1日廃線）などを建設した河東鉄道に9月30日に吸収され、河東鉄道が改称して長野電鉄となった。また道路はおよそ1年遅れて、1927年（昭和2年）7月に開通した。
戦後は主要地方道に指定され長野県道33号長野須坂線となり、1981年（昭和56年）4月に一般国道406号へ昇格された。
平成に入り、この村山橋は道路が2車線であり大型車の行き違いが困難であること、歩道がなく歩行者の通行が困難であること、老朽化が進展していることなどを理由に架け替えが決定され、1990年度（平成2年度）に着手された。実際の工事は1998年（平成10年）11月18日に起工し、まず2004年（平成16年）8月7日にI期工事として道路上り2車線部分が開通した。これにより、旧橋の道路部分2車線と合わせて往復4車線が確保された。引き続きII期工事が行われ、2008年（平成20年）12月22日に道路下り2車線部分が開通（道路部分全面開通）した。これにより、旧橋は道路併用が終了となり鉄道専用橋となった。
さらに現在の橋の鉄道部分の工事が進められ、旧橋は2009年11月6日の終電をもって橋全体の使用が終了となった。その後、列車を運休して切り替え工事が行われ、3日後の11月9日から現在の橋の鉄道部分が開通し、現橋全体の使用が開始された。

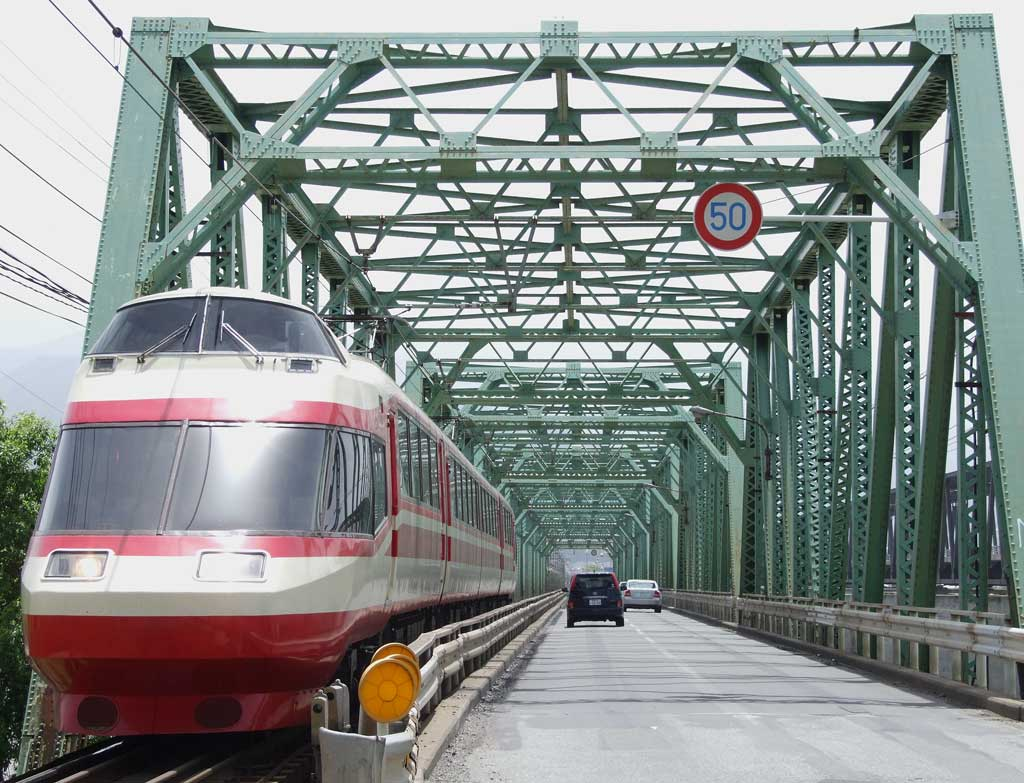
1926年竣工の旧村山橋
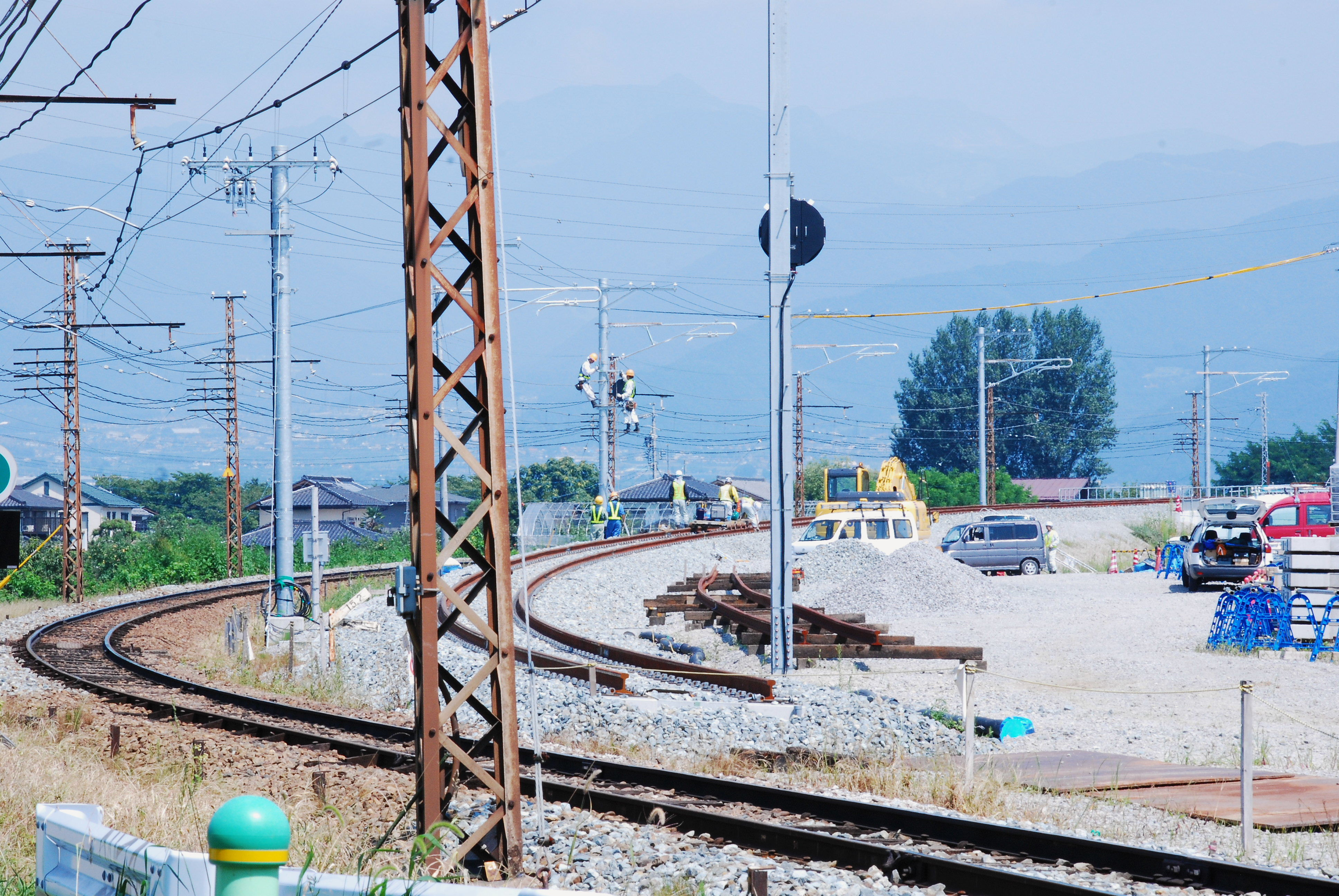
村山橋架け替えに伴う長野電鉄の線路付け替え工事
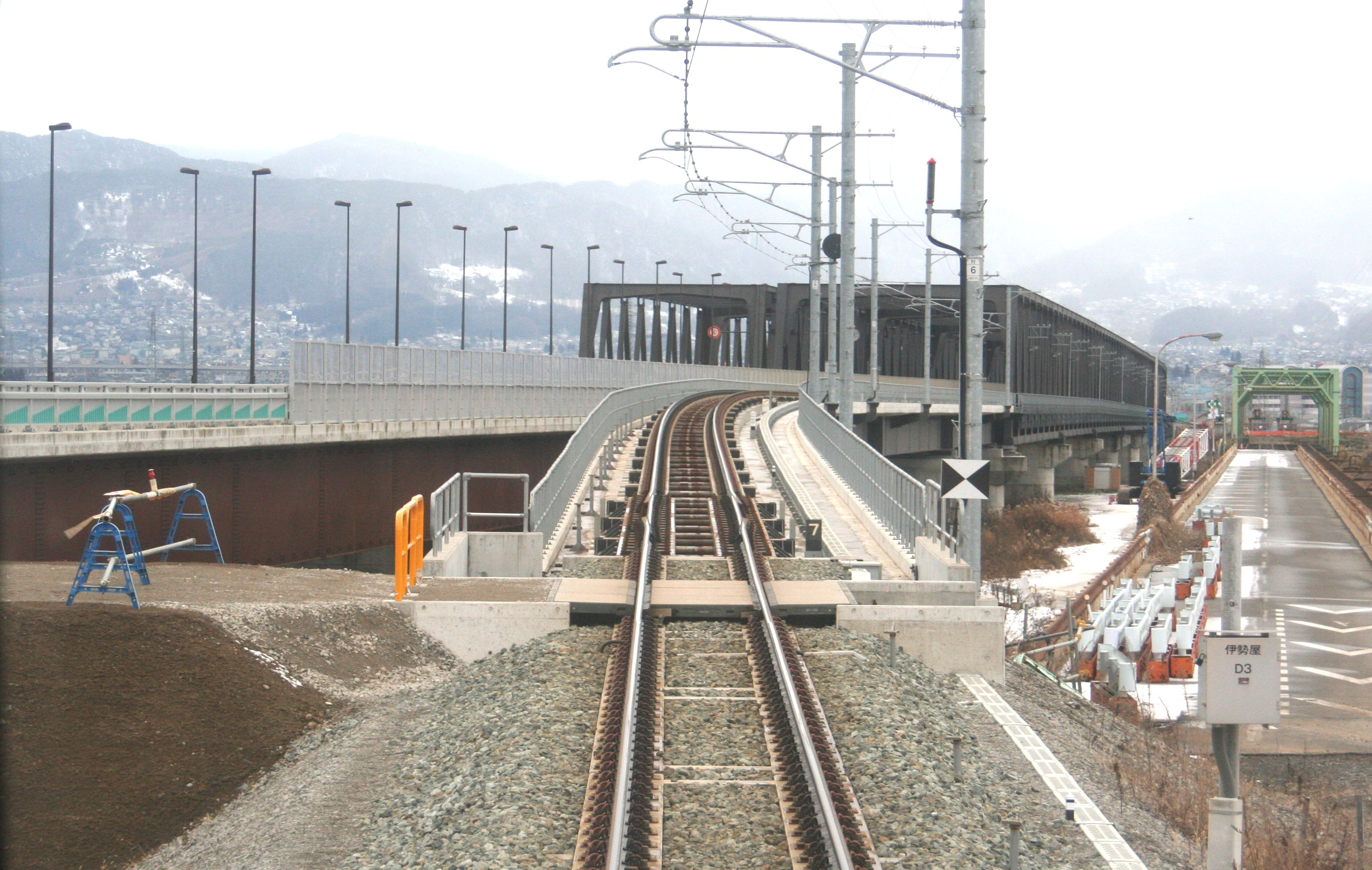
架け替え後、右が旧村山橋